# Позовна заява
Позо́вна зая́ва — документ, який пред'являється позивачем до суду в установленій процесуальним законом формі та містить вимогу про примусовий захист порушеного права чи інтересу.

## Законодавче регулювання
В залежності від предмету позову та суб'єктного складу сторін спірних правовідносин, позовна заява подається у порядку:
- цивільного судочинства (регулюється Цивільно процесуальним кодексом України, та направляється в місцеві загальні суди);
- господарського судочинства (регулюється Господарсько процесуальним кодексом України та направляється в місцеві господарські суди);
- адміністративного судочинства (регулюється Кодексом адміністративного судочинства України та направляється в окружні адміністративні суди);
- кримінального судочинства (в кримінальному процесі не існує позовної заяви, оскільки справу до суду передає орган досудового розслідування (поліція, прокуратура та інші), проте існує поняття «цивільного позову в кримінальному праві» який подається по завершенні кримінальної справи або на її ранніх стадіях в суді з метою відшкодування завданої шкоди та регулюється Кримінально процесуальним кодексом України та Цивільно процесуальним кодексом України, та направляється в місцеві загальні суди).

## Підготовка позовної заяви
Підготувати позовну заяву можна:
- за допомогою послуг адвоката;
- за допомогою послуг юриста;
- самостійно (потребує знання норм процесуального та матеріального законодавства, оскільки неправильно сформовану позовну заяву суд поверне, а прийняту судом до розгляду позовну заяву з неправильно сформульованим змістом можливий варіант винесення судом рішення про відмову в задоволенні позову при цьому позивач не зможе подати нового позову до того ж відповідача з того самого питання).

## Форма і зміст позовної заяви
Позовна заява відповідно до статті 175 Цивільно процесуального кодексу України повинна містити:
1. найменування суду першої інстанції, до якого подається заява;
2. повне найменування (для юридичних осіб) або ім'я (прізвище, ім'я та по батькові — для фізичних осіб) сторін та інших учасників справи, їх місцезнаходження (для юридичних осіб) або місце проживання чи перебування (для фізичних осіб), поштовий індекс, ідентифікаційний код юридичної особи в Єдиному державному реєстрі підприємств і організацій України (для юридичних осіб), а також реєстраційний номер облікової картки платника податків (для фізичних осіб) за його наявності або номер і серію паспорта для фізичних осіб — громадян України (якщо такі відомості позивачу відомі), відомі номери засобів зв'язку, офіційної електронної адреси та адреси електронної пошти;
3. зазначення ціни позову, якщо позов підлягає грошовій оцінці; обґрунтований розрахунок сум, що стягуються чи оспорюються;
4. зміст позовних вимог: спосіб (способи) захисту прав або інтересів, передбачений законом чи договором, або інший спосіб (способи) захисту прав та інтересів, який не суперечить закону і який позивач просить суд визначити у рішенні; якщо позов подано до кількох відповідачів — зміст позовних вимог щодо кожного з них;
5. виклад обставин, якими позивач обґрунтовує свої вимоги; зазначення доказів, що підтверджують вказані обставини;
6. відомості про вжиття заходів досудового врегулювання спору, якщо такі проводилися, в тому числі, якщо законом визначений обов'язковий досудовий порядок урегулювання спору;
7. відомості про вжиття заходів забезпечення доказів або позову до подання позовної заяви, якщо такі здійснювалися;
8. перелік документів та інших доказів, що додаються до заяви; зазначення доказів, які не можуть бути подані разом із позовною заявою (за наявності); зазначення щодо наявності у позивача або іншої особи оригіналів письмових або електронних доказів, копії яких додано до заяви;
9. попередній (орієнтовний) розрахунок суми судових витрат, які позивач поніс і які очікує понести у зв'язку із розглядом справи;
10. підтвердження позивача про те, що ним не подано іншого позову (позовів) до цього ж відповідача (відповідачів) з тим самим предметом та з тих самих підстав[1] (зазвичай в позовній заяві прописується текст на зразок "Підтверджую що мною не подано іншого позову (позовів) до цього ж відповідача (відповідачів) з тим самим предметом та з тих самих підстав).

Форма та зміст позовної заяви:
- в господарському процесі регулюється ст. 160 Кодексу адміністративного судочинства України
- в адміністративному процесі регулюється ст. 162 Господарсько процесуального кодексу України
- в кримінальному праві не існує привичної позовної заяви, а «цивільний позову в кримінальному праві» з метою відшкодування завданої шкоди подається по завершенні кримінальної справи або на її ранніх стадіях із застосуванням вимог до позовної заяви згідно ст. 175 Цивільно процесуального кодексу України

Складові частини позовної заяви:
1. вступна частина (у правому верхньому куті зазначаються найменування суду, до якого подається заява; прізвище, ім'я, по батькові чи найменування ЮО позивача і відповідача, третіх осіб, представників, їх місце проживання (перебування) або місцезнаходження, поштовий індекс, номери засобів зв'язку, паспортні дані та ідентифікаційні коди за наявності та код ЄДРПО якщо відповідач ЮО; ціна позову;
2. описова частин — здійснюється виклад обставин, якими позивач обґрунтовує свої вимоги та зазначаються докази, що підтверджують кожну обставину, наявність підстав для звільнення від доказування;
3. мотивувальна частина — наводяться обгрунтування своєї правової позиції, вимог до відповідача, посилається на конкретні фактичні обставини справи та юридичні факти, які підтверджують його вимоги. При написанні даної частини позовної заяви слід посилатись на норми матеріального та процесуального права, рекомендації ВСУ, ЄСПЛ;
4. прохальна частина — лаконічно та правильно юридично сформульовані безпосередньо позовні вимоги.

У позовній заяві можуть бути вказані й інші відомості, необхідні для правильного вирішення спору.

## Подання позовної заяви
Позовні заяви (по екземпляру для кожного учасника справи) підписуються позивачем або його представником з зазаначенням дати та подаються в суд.
Позовна заява подається до суду в:
- письмовій формі — поштовим зв'язком чи особисто в канцелярію суду;
- електронній формі (електрона форма подачі ще допрацьовується і здійснюється через систему Електронний суд).

Позовна заява повинна бути подана в суд, з дотриманням:
- інстанційної юрисдикції (перша інстанція, апеляція, касація);
- територіальної юрисдикції (підсудність справи судам: районним у містах, міських, міськрайонним, районним, обласно-окружними);
- предметної юрисдикції (місцеві загальні, господарські, адміністративні суди);
- суб'єктної юрисдикції (сторони по справі: фізичні та юридичні особи а також органи державної влади та місцевого самоврядування).

До позовної заяви додаються документи, що підтверджують сплату судового збору (сплатити судовий збір онлайн чи сформувати квитанцію можна на сайті суду).
У разі пред'явлення позову особами, які діють на захист прав, свобод та інтересів іншої особи, чи представником, в заяві повинні бути зазначені підстави такого звернення (це може бути опікун, піклувальник, батьки в інтересах дитини, особа по довіреності чи адвокат).
Позивач повинен подати до суду копії позовної заяви та копії всіх додатків, відповідно докількості учаників (для суду, відповідачів і третіх осіб), і уже суд направить їх поштою іншим учасникам справи. Це правило не застосовується щодо позовів, які виникають з трудових правовідносин, а також про відшкодування шкоди, завданої внаслідок злочину чи каліцтвом, іншими ушкодженнями здоров'я або смертю фізичної особи, незаконними рішеннями, діями чи бездіяльністю органів дізнання, досудового слідства, прокуратури або суду.
Після того, як суддя перевірить відповідність позовної заяви встановленим законом вимогам, він вирішує питання про відкриття провадження у судовій справі.
Ознайомитись з наслідками розгляду позовної заяви (тобто чи її прийняли та відкрили провадження) можливо:
- отримавши відповідний лист з ухвалою від суду;
- онлайн на сайті Судова Влада України в категоріях Список судових справ, призначених до розгляду (при пошуку очистіть поле «дата») та Стан розгляду справ (натиснувши на відповідну справу можна ознайомитись з текстом ухвал які видає суд шляхом перенаправлення на реєстр судових рішень ;

## Наслідки подачі неправильно оформленої заяви
Наслідки розгляду позовної заяви:
1. Прийняття заяви та відкриття провадження по справі;
2. Повернення позовної заяви (ухвалюється судом протягом 5 днів з дня подання та дозволяє усунути недоліки та подати її повторно);
3. Відмови у відкритті провадження;
4. Залишення позовної заяви без руху.

Суддя, встановивши, що позовну заяву складено без дотримання встановленої законом форми або не сплачено судовий збір, постановляє ухвалу, в якій зазначаються підстави залишення заяви без руху, про що повідомляє позивача і надає йому строк для усунення недоліків. За умови усунення зазначених недоліків позовна заява вважається поданою в день первісного її подання до суду, інакше вона вважається не поданою і повертається позивачеві. Повернення позовної заяви не перешкоджає повторному зверненню із заявою до суду, якщо перестануть існувати обставини, що стали підставою для повернення заяви.
Якщо суд прийме негативне рішення суду — позивач не зможе подати нового позову до того ж самого позивача з того ж предмету позову, тому всі аспекти змісту та вимог позовної заяви повинні бути максимально юридично грамотно сформульовані, щоб не позбавити себе права судового вирішення спору.
Згідно ЦПКУ позивач може протягом 30 днів оскаржити рішення суду до суду апеляційної інстанції шляхом подачі апеляційної скарги. Особливістю апеляційного оскарження є те що суд розглядає застосування місцевим судом матеріально-процесуальних норм, тому якщо позивач допустився помилок при подачі та формулюванні позовної заяви на апеляційній інстанції він нічого не зможе змінити, апеляційний суд не буде виходити за межі обґрунтування уже поданого на попередній стадії.

## Поданнязустрічного позову
Відповідач має право пред'явити до позивача зустрічний позов у строк для подання відзиву (відзив подається в строк, встановлений судом, який не може бути меншим 15 днів з дня вручення ухвали про відкриття провадження у справі). Зустрічний позов повинен бути взаємно пов'язаний з первісним, інакше суд розділить справи в окремі провадження. Подання зустрічного позову провадиться за загальними правилами подання позовів.

## Похідні від позовної заяви
Заявами по суті справи заяви є:
1. позовна заява (основний документ, нищенаведені заяви являються похідними);
2. відзив на позовну заяву (це викладенні відповідачем письмово заперечення проти позову де він викладає своє пояснення ситуації та з посиланням на законодавство викладає свою правову позицію чому у задоволенні позову має бути відмовлено), подання відзиву носить факультативний характер і пояснення відповідача можна викласти в усній формі в ході судового засідання;
3. відповідь на відзив (позивач викладає свої пояснення, міркування і аргументи щодо наведених відповідачем у відзиві заперечень і мотиви їх визнання або відхилення, подання відповіді носить факультативний характер, і пояснення позивача можна викласти в усній формі в ході судового засідання);
4. заперечення (у запереченні відповідач викладає свої пояснення, міркування і аргументи щодо наведених позивачем у відповіді на відзив пояснень, міркувань і аргументів і мотиви їх визнання або відхилення.);
5. пояснення третьої особи щодо позову або відзиву.